# Lithium (песня Nirvana)
«Lithium» (с англ. — «Литий») — песня американской рок-группы Nirvana с альбома Nevermind, написанная фронтменом группы Куртом Кобейном. Подобно многим песням Nirvana, она построена на чередовании спокойной куплетной части и энергичного припева.
Записана в апреле 1990 года с продюсером Бутчем Вигом, в 1992 году был издан одноименный сингл, включавший в себя композиции «Lithium» и «D-7» (кавер-версия песни «Wipers»). На некоторых версиях сингла присутствовали также «Cumudgeon» и «Been a Son (live)». Обложка диска была разработана Куртом Кобейном; на задней стороне 12 дюймовой виниловой пластинки была размещена сонограмма (внутриутробная фотография) его дочери, Фрэнсис Бин. Также к синглу прилагались тексты всех песен с альбома Nevermind. Видеоклип на эту песню был снят Кевином Керслейком и представляет собой нарезку из концертных записей группы.
Кобейн объяснял замысел песни так: «Песня о парне, от которого ушла девушка, его друзья, и он размышляет… Он решает найти Бога, прежде чем убить себя». «Вера — это последнее, что может сдержать его от самоубийства». Препараты лития активно используются в психиатрии для лечения депрессий и биполярных расстройств.

## Предыстория
Написанный в 1990 году, «Lithium» дебютировал на видеосессии в телевизионной студии Колледжа Вечнозелёного штата в Олимпии, штат Вашингтон, 20 марта 1990 года. Полная сессия, которая также включала версии трёх песен с дебютного альбома группы 1989 года, Bleach, была снята Джоном Снайдером и задумана Кобейном как потенциальный видеоклип. На нём группа выступала вживую, в то время как монтаж телевизионных кадров, записанных Кобейном дома, воспроизводился на заднем плане. На сегодняшний день ни одна полная песня с этой сессии официально не выпущена.
Песня была добавлена в сет-лист Nirvana вскоре после этого, более чем за год до выхода Nevermind. Ким Тайил, гитарист сиэтлской рок-группы Soundgarden, вспомнил, как впервые услышал её во время выступления Nirvana в кафе Off Ramp в Сиэтле 25 ноября 1990 года, сказав, что «когда я услышал „Lithium“, это застряло у меня в голове. Бен, наш басист, подошёл ко мне и сказал: „Это хит. Это Топ-40 хитов прямо здесь“».

## Запись

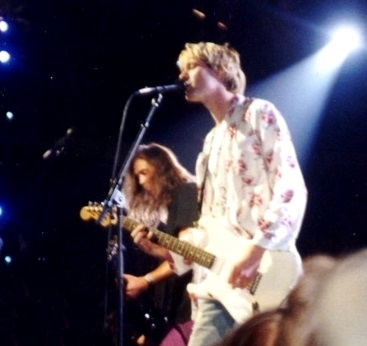
Исполнение песни «Lithium» на церемонии MTV Video Music Awards в 1992 году

В апреле 1990 года «Lithium» был записан Бутчем Вигом в студии Smart Studios в Мадисоне, штат Висконсин, во время сессий записи того, что должно было стать вторым альбомом для оригинального лейбла группы Sub Pop. Однако релиз был отменён после ухода барабанщика Чэда Ченнинга позже в том же году, и вместо этого сессия из восьми песен была распространена в виде демо-кассеты, что помогло заинтересовать группу среди крупных лейблов.
25 сентября 1990 года Кобейн исполнил сольную акустическую версию песни на шоу «Boy Meets Girl», организованном Келвином Джонсоном, на KAOS (FM) в Олимпии, штат Вашингтон.
«Lithium» был перезаписан Вигом в мае 1991 года в студии Sound City в Ван-Найсе, Калифорния, во время сессий для второго альбома Nirvana и дебюта на мейджор-лейбле Nevermind. Предварительные попытки записать инструменты песни оказались безуспешными, отчасти потому, что группе было трудно поддерживать устойчивый темп, и она продолжала ускоряться. После одного неудачного дубля группа отказалась от песни как «разочарованная» Кобейн вместо этого начал играть песню «Endless, Nameless». Эта версия «Endless, Nameless» была выпущена в качестве скрытого трека альбома. Проблемы с хронометражем группы были немедленно решены, когда их новый барабанщик Дэйв Грол последовал совету Вига поиграть с метрономом. Виг также посоветовал Гролу использовать более простые взбивки и паттерны для песни, чем он изначально пытался.
Тихие куплеты песни и динамичные громкие припевы также представляли собой проблему для Вига, который сказал, что «было сложно заставить куплеты звучать расслабленно, а припев звучать как можно более интенсивно, и сделать переходы естественными и лёгкими». Как вспоминал Виг, «Курт хотел очень хорошо играть на гитаре… не методично — ему нужно было иметь это пространство». Мрачное звучание искажённой гитары было достигнуто за счёт использования фаззбокса на Big Muff, воспроизводимого через басовый усилитель Fender Bassman, записанный, по мнению Вига, с микрофоном U47, который он обычно использовал для записи бас-гитары. Вокал для куплетов песни был записан в два дубля, причём второй дубль использовался в качестве основного вокального трека, хотя Виг использовал вторую строку второго куплета из первого дубля. Вокал в припеве был быстро записан и после этого записан дважды .
«Lithium» был исполнен вживую на MTV Video Music Awards 1992 года 9 сентября 1992 года в Лос-Анджелесе, хотя группа хотела вместо этого сыграть неизданную песню «Rape Me». Первоначальный выбор группы был встречен сопротивлением со стороны MTV, который хотел, чтобы они сыграли свой прорывный сингл «Smells Like Teen Spirit» вместо этого, и, возможно, опасался спорного названия и текста новой песни. Nirvana согласилась сыграть «Lithium» в качестве компромисса из-за опасений, что отказ от участия в шоу может привести к бойкоту MTV других выступлений на их лейбле Gold Mountain или увольнению их подруги на станции Эми Финнерти: «Мы не хотели всё испортить для всех, поэтому мы решили сыграть в „Lithium“», — объяснил Кобейн в биографии Nirvana 1993 года «Come as You Are: The Story of Nirvana». — «Вместо того, чтобы откланяться и сохранить достоинство, мы решили трахнуться в задницу». Выступление, в котором Кобейн сыграл вступление «Rape Me» в начале, «просто чтобы дать [MTV] немного учащённое сердцебиение», закончилось тем, что басист Nirvana Крист Новоселич был поражён своим басом после того, как подбросил его в воздух и безуспешно попытался поймать.
В последний раз песня «Lithium» была исполнена на последнем концерте Nirvana 1 марта 1994 года в Terminal Einz в Мюнхене, Германия.

## Клип
Клип на песню «Lithium» был вторым видеоклипом, сделанным под руководством Кевина Керслейка. Кобейн изначально хотел, чтобы сюжет клипа был мультипликационным и повествовал о девушке по имени Прего, которая находит несколько вылупляющихся яиц. Когда Кобейн и Керслейк поняли, что создание анимации займет четыре месяца, они решил вместо прежней идеи создать фильм-коллаж из записей выступлений группы на концертах. В клип попали кадры из видеозаписей концерта, проведённого в 1991 году на Хэллоуин, и сцены из фильма 1991: The Year Punk Broke. Майкл Азеррад, биограф группы, отметил что Керслейк использовал более сильные кадры во время тихих частей песни, и наоборот.

## Композиции
US CD single (DGCDM-21815)
1. «Lithium» (Курт Кобейн) — 4:16
2. «Been a Son» (live) (Курт Кобейн) — 2:14
3. «Curmudgeon» (Курт Кобейн) — 2:58

UK CD single (DGCTD 9)
1. «Lithium» (Курт Кобейн) — 4:16
2. «Been a Son» (live) (Курт Кобейн) — 2:14
3. «Curmudgeon» (Курт Кобейн) — 2:58
4. «D-7» (Джон Пил Radio Session) (Грег Сейдж) — 3:45

## Позиции в чартах
| Чарт (1992)                 | Пиковая позиция |
| --------------------------- | --------------- |
| Australian Singles Chart    | 53              |
| Belgian Singles Chart       | 28              |
| Canadian RPM Singles Chart  | 83              |
| Dutch Top 40                | 16              |
| Dutch Top 100 Singles Chart | 17              |
| Irish Singles Chart         | 5               |
| Italian Singles Chart       | 16              |
| Finland Singles Chart       | 3               |
| New Zealand Singles Chart   | 28              |
| Spanish Singles Chart       | 13              |
| UK Singles Chart            | 11              |
| US Billboard Hot 100        | 64              |
| US Mainstream Rock          | 16              |
| US Modern Rock              | 25              |